# Adriana Ángeles Lozada
Adriana Ángeles Lozada (Pachuca de Soto, 19 de enero de 1979) es una deportista mexicana que compitió en judo. Ganó una medalla de bronce en los Juegos Panamericanos de 1999, en la categoría de –48 kg.

## Palmarés internacional
| Juegos Panamericanos | Juegos Panamericanos | Juegos Panamericanos | Juegos Panamericanos |
| Año                  | Lugar                | Medalla              | Categoría            |
| -------------------- | -------------------- | -------------------- | -------------------- |
| 1999                 | Winnipeg (Canadá)    | Medalla de bronce    | –48 kg               |